# Hervormde kerk (Drongelen)

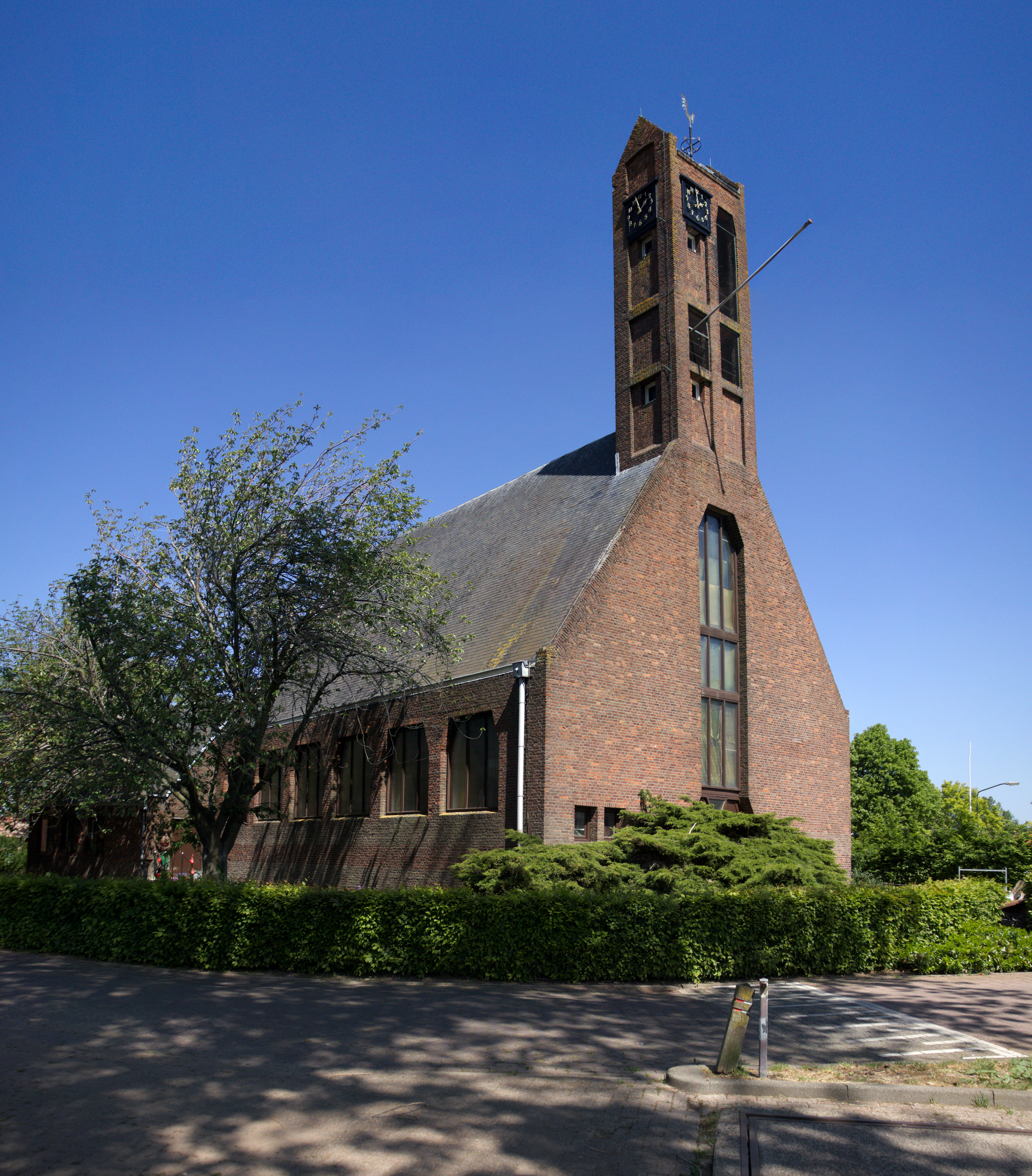
Hervormde kerk

De Hervormde kerk is een hervormd kerkgebouw in de tot de Noord-Brabantse gemeente Altena behorende plaats Drongelen, gelegen aan de Burgemeester D.A. van der Schansstraat 2.

## Geschiedenis
In Drongelen bestond een katholiek kerkgebouw dat echter in 1509 ten prooi viel aan het water. Een nieuwe kerk werd niet gebouwd en men kerkte te Eethen. Ook de protestanten deden dat. Het was Jan Boll, die geld verdiend had door, in 1672, paarden aan het Frande leger te verkopen, die geld gaf om een kerk te bouwen. Deze kwam in 1700 gereed. Het was een eenvoudig kerkje met rondbogige vensters en op het midden van het dak een tamelijk hoge dakruiter.
Eind 1944 werd deze kerk door oorlogshandelingen verwoest. Met ging toen ter kerke in een houten gebouwtje dat door Zweedse protestanten was geschonken totdat in 1951 de definitieve kerk gereed kwam. Het noodkerkje is daarna verhuisd naar Amstelveen om daar nog als Hervormd jeugdhuis dienst te doen. In 2000 brandde het gebouwtje af.
De nieuwe hervormde kerk, ontworpen door Cornelis Wilhelmus Schaling, is bakstenen zaalkerkje met een ingebouwde toren die een rechthoekige plattegrond vertoont.
In 2011 ging de hervormde gemeente officieel samen met die van Eethen.
In 2020 werd de kerk buiten gebruik gesteld en sindsdien kerkt men weer te Eethen.